# Hans Abraham von Gersdorff
Hans Abraham von Gersdorff (* 22. Januar 1609 in Kay; † 4. September 1678 in Torgau) war ein deutscher kursächsischer Generalmajor der Kavallerie und Kriegskommissar.

## Leben
Hans Abraham entstammte dem Adelsgeschlecht von Gersdorff. Seine Eltern waren Hans von Gersdorff auf Kay und Barbara geb. Kalckreuth aus dem Hause Blumberg.
Seit 1627 kämpfte Gersdorff als Obrist der Kavallerie, später auch als Generalwachtmeister bzw. Generalmajor im Dreißigjährigen Krieg.
Er war kursächsischer Kammerherr, Geheim- und Kriegsrat, Hauptmann der Ämter Torgau, Oschatz und Mutzschen, Stiftshauptmann zu Wurzen und weiterhin Herr auf Kay, Kreischa, Gerkowitz, Weißig und Lösten.
Mit seinen Funktionen und Ämtern stand er im Dienst des Kurfürsten Johann Georg II. von Sachsen.
Gersdorff war mit Johanna von Ponickau verheiratet, einer Tochter des Johann von Ponickau (1584–1642). Sie verkaufte 1676 das Rittergut Kreischau mit dem dazugehörigen Vorwerk Görnewitz im Amt Schweinitz als Ergänzung zur Aussteuer ihrer Tochter ihrem Schwiegersohn Andreas Adrian Borck (1629–1690). 1690 erwarb sie Görschlitz.